# Luc Viudès
 (décembre 2023).
Si vous disposez d'ouvrages ou d'articles de référence ou si vous connaissez des sites web de qualité traitant du thème abordé ici, merci de compléter l'article en donnant les références utiles à sa vérifiabilité et en les liant à la section « Notes et références ».
Luc Viudès est un athlète français, né le 31 janvier 1956, spécialiste du lancer du poids, du club du Stade Saint Quentinois, puis du Racing club de France.

## Palmarès

### International
| Date | Compétition                    | Lieu       | Résultat | Performance |
| ---- | ------------------------------ | ---------- | -------- | ----------- |
| 1975 | Championnats d'Europe juniors  | Athènes    | 3e       | 17,36 m     |
| 1981 | Championnats d'Europe en salle | Grenoble   | 2e       | 19,41 m     |
| 1989 | Jeux de la Francophonie        | Casablanca | 1er      | 19,11 m     |

### National
- Champion de France à 13 reprises, dont 10 consécutivement, en 1979, 1981, 1982, et de 1984 à 1993
- Champion de France en salle en 1981, 1984, 1988, 1990, 1992 et 1993
- Champion de France universitaire ASSU juniors en 1975

## Records
| Épreuve         | Épreuve   | Performance | Lieu      | Date            |
| --------------- | --------- | ----------- | --------- | --------------- |
| Lancer du poids | Plein air | 19,84 m     | Joinville | 12 juillet 1986 |
| Lancer du poids | En salle  | 19,41 m     | Grenoble  | 22 février 1981 |

- Record de France de 19,67 m en 1979, à ....
- Record de France en salle de 19,41 m en 1981
- Record de France juniors en salle de 16,94 m en 1975
- Record de France cadets de 19,10 m en 1973

En dépit de son gabarit de lanceur, Luc Viudès était capable de courir le 100 m en 11 secondes et sauter 1,90 m en hauteur.
Outre l'athlétisme, il pratiquait le hand-ball, au niveau national, notamment avec la VGA Saint-Maur.